# Orthetrum villosovittatum
Espèce
Orthetrum villosovittatum est une espèce de libellule répandue en Australie depuis le Victoria en passant par l'est de la Nouvelle-Galles du Sud, le Queensland et le nord du Territoire du Nord et à l'étranger aux Moluques, en Nouvelle-Guinée et dans les îles voisines. C'est une espèce commune dans la plupart de son territoire.
Les mâles ont le thorax brun doré et l'abdomen rouge, l'abdomen possédant quatre segments. Les femelles sont de couleur ocre.
L'espèce habite les zones marécageuses et près des ruisseaux.

## Galerie

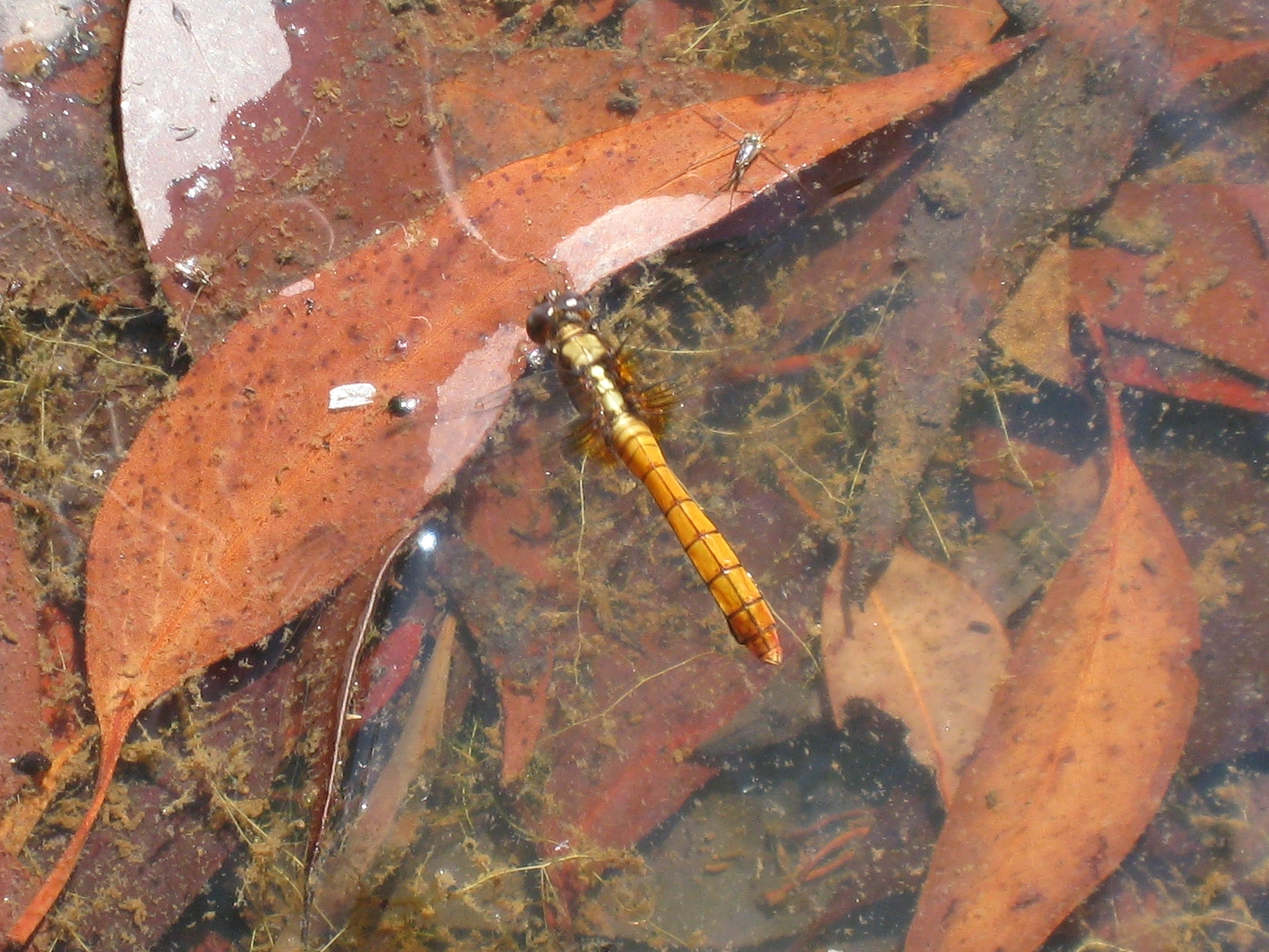
Femelle
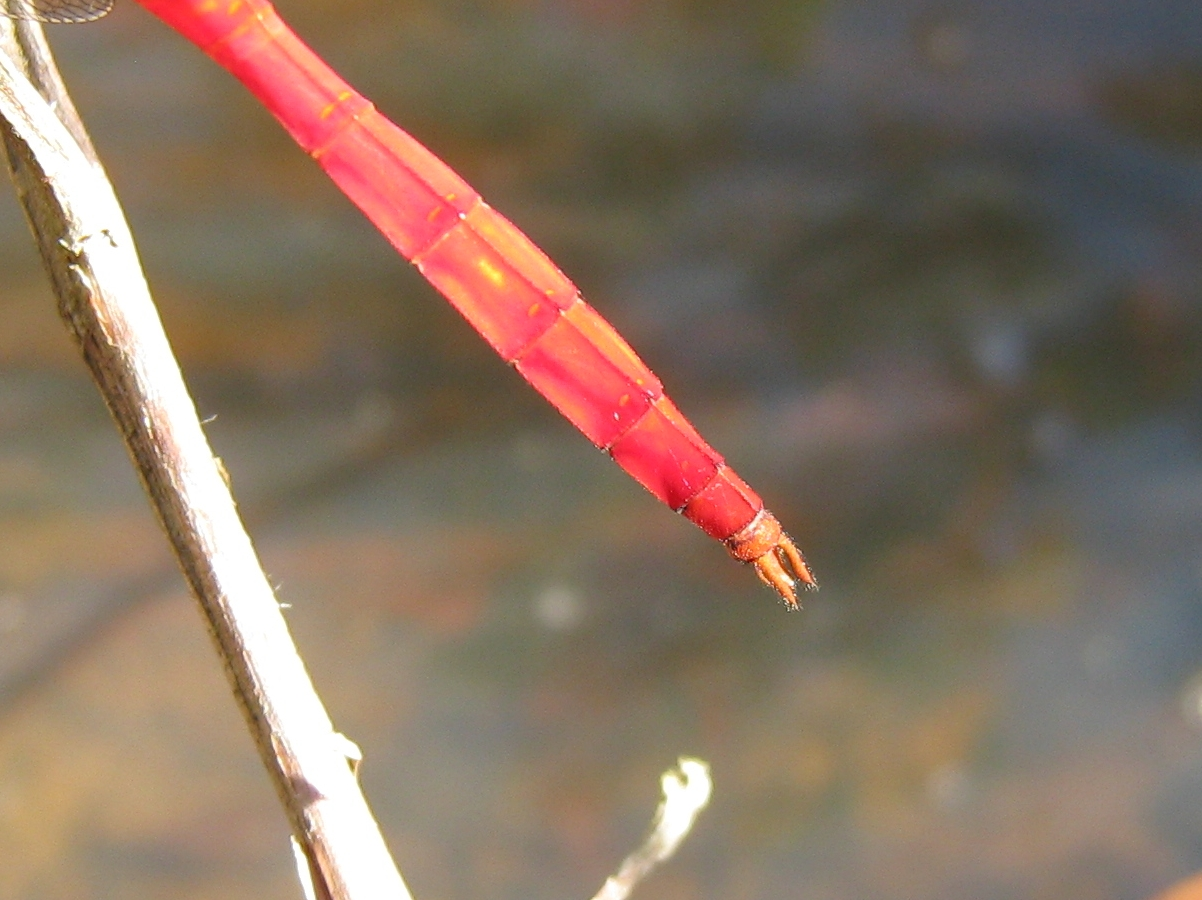
Abdomen d'un mâle